# Slovenië op het Eurovisiesongfestival 2015

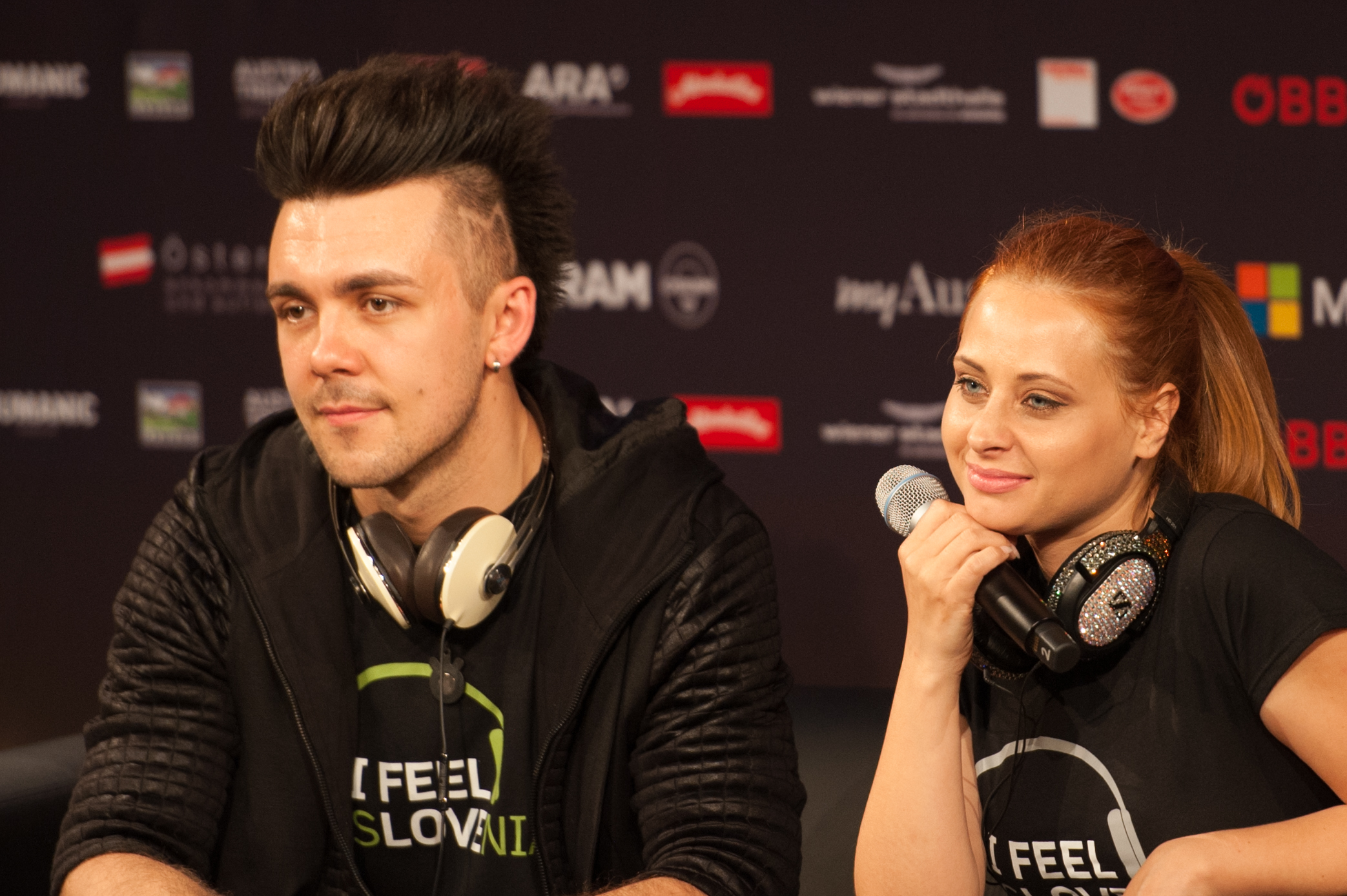
Maraaya

Slovenië nam deel aan het Eurovisiesongfestival 2015 in Wenen, Oostenrijk. Het was de 21ste deelname van het land op het Eurovisiesongfestival. RTVSLO was verantwoordelijk voor de Sloveense bijdrage voor de editie van 2015.

## Selectieprocedure
RTVSLO besloot de Sloveense kandidaat voor het Eurovisiesongfestival wederom te verkiezen via EMA, dat het tot en met 2012 altijd gebruikte als nationale preselectie en in 2014 weer uit de kast had gehaald. Geïnteresseerden kregen van 24 november tot en met 21 december 2014 de tijd om een nummer in te zenden. Uiteindelijk ontving RTVSLO 145 inzendingen. Een vakjury koos vervolgens acht nummers voor deelname aan EMA 2015. De Sloveense nationale finale vond plaats op 28 februari 2015 en werd gepresenteerd door comedian Nejc Šmit.
In een eerste fase werden twee superfinalisten gekozen door een vakjury, bestaande uit drie voormalige Sloveense deelnemers aan het Eurovisiesongfestival: Darja Švajger (1995 en 1999), Maja Keuc (2011) en Tinkara Kovač (2014). Vervolgens kon het grote publiek in een tweestrijd uitmaken wie namens Slovenië naar Wenen mocht. Uiteindelijk ging Maraaya met de zegepalm aan de haal.

## EMA 2015
28 februari 2015
| Volgorde | Artiest             | Lied                |
| -------- | ------------------- | ------------------- |
| 1        | Alya & Neno Belan   | Misunderstandings   |
| 2        | Tim Kores           | Once too many times |
| 3        | Jana Šušteršič      | Glas srca           |
| 4        | ICE                 | Vse mogoče          |
| 5        | Clemens             | Mava to             |
| 6        | Maraaya             | Here for you        |
| 7        | Rudi Bučar & Figoni | Šaltinka            |
| 8        | Martina Majerle     | Alive               |

### Superfinale
| Plaats | Artiest             | Lied         | Stemmen |
| ------ | ------------------- | ------------ | ------- |
| 1      | Maraaya             | Here for you | 7.311   |
| 2      | Rudi Bučar & Figoni | Šaltinka     | 5.449   |

## In Wenen
Slovenië moest in Wenen eerst aantreden in de tweede halve finale, op donderdag 21 mei. Maraaya trad als zestiende van zeventien acts op, na Giannis Karagiannis uit Cyprus en net voor Monika Kuszyńska uit Polen. Bij het openen van de enveloppen bleek dat Slovenië zich had weten te plaatsen voor de finale. Na afloop van de finale werd duidelijk dat Maraaya op de vijfde plaats was geëindigd in de tweede halve finale, met 92 punten.
In de finale trad Maraaya als eerste van 27 acts aan, gevolgd door Lisa Angell uit Frankrijk. Aan het einde van de puntentelling stond Slovenië op de veertiende plaats, met 39 punten.
1993 · 1994 · 1995 · 1996 · 1997 · 1998 · 1999 · 2000 · 2001 · 2002 · 2003 · 2004 · 2005 · 2006 · 2007 · 2008 · 2009 · 2010 · 2011 · 2012 · 2013 · 2014 · 2015 · 2016 · 2017 · 2018 · 2019 · 2020 · 2021 · 2022 · 2023 · 2024 · 2025
Albanië · Armenië · Australië · Azerbeidzjan · België · Cyprus · Denemarken · Duitsland · Estland · Finland · Frankrijk · Georgië · Griekenland · Hongarije · Ierland · IJsland · Israël · Italië · Letland · Litouwen · Macedonië · Malta · Moldavië · Montenegro · Nederland · Noorwegen · Oostenrijk · Polen · Portugal · Roemenië · Rusland · San Marino · Servië · Slovenië · Spanje · Tsjechië · Verenigd Koninkrijk · Wit-Rusland · Zweden · Zwitserland